# RusAir 9605號班機空難
RusAir 9605號班機是俄罗斯RusAir一個由莫斯科多莫杰多沃国际机场飛往彼得罗扎沃茨克羅扎沃茨克機場定期班機，由旗下的RusLine營運。2011年6月20日傍晚，一架註冊編號RA-65691的圖-134型客機執飛此航班，在羅扎沃茨克機場準備著陸時失事墜毀，並爆炸起火焚燒，造成機上45人罹難，只有7人生還。

## 事發經過

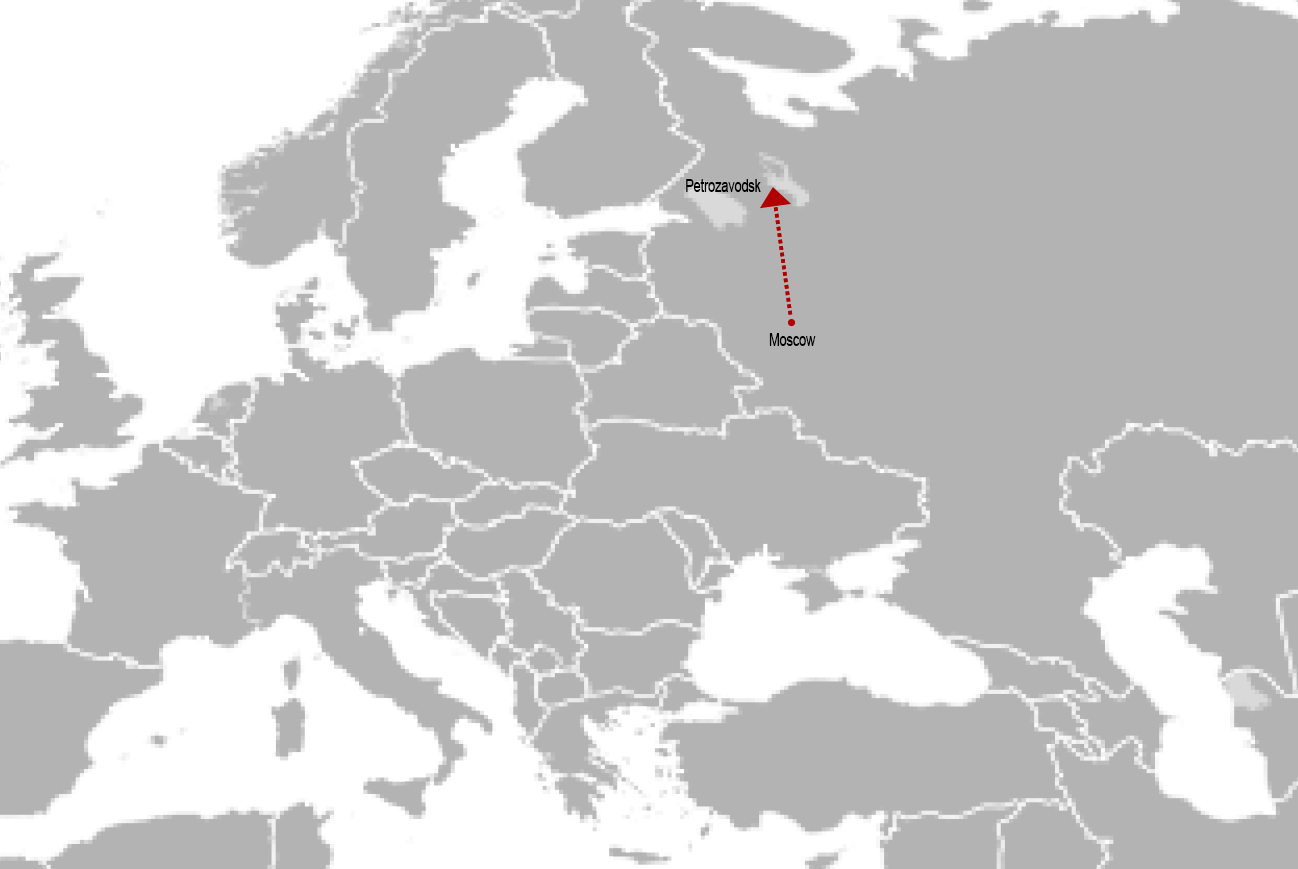
RusAir 9605號班機空難前的飛行路徑圖

失事客機在快將著陸於羅扎沃茨克機場一條長1,200米（3,900呎）的跑道降落時，失控坠落在一條快速公路上。墜毀原因暫未明，但事發時天氣惡劣，客機墜毀前試圖在公路上著陸。俄通社-塔斯社引述官方消息指出，失事客機在著陸前曾出現機件故障，故飛行員才試圖著陸在公路上。根據卡累利阿共和国的緊急事故部辦公室的消息指，當地時間（UTC+4）23時40分，即事發前不久，航管與失事客機失去聯絡。

## 傷亡
肇事客機共載有43名乘客及9名機組人員，當中45人死亡，7人生還，其中一個傷勢嚴重。
| 國籍          | 死亡 | 受傷 |
| ------------- | ---- | ---- |
| 俄羅斯        | 37   | 7    |
| 俄羅斯／ 美国 | 4    |      |
| 乌克兰        | 2    |      |
| 荷蘭          | 1    |      |
| 瑞典          | 1    |      |
| 總數          | 45   | '7   |

## 事後
墜機引發的火警在6月21日凌晨1時撲熄，兩個飛行紀錄儀亦已尋獲。傷者先被送往當地醫院搶救，當中5人及後被送至莫斯科接受一步治療。而災難事故大臣亦將會就空難展開調查。

## 外部連結
- 事發時的影片（页面存档备份，存于）